# NMBS Type 16
Type 16 is een reeks stoomlocomotieven in gebruik bij de Belgische Spoorwegen in het begin van de 20e eeuw.
Het laatste exemplaar, de 16.042, is bewaard door de NMBS dienst Patrimonium en is te bezichtigen in het museum van de Chemins de Fer à Vapeur des 3 Vallées in Treignes.